# رادو بوبوچ
رادو بوبوچ (انگلیسی: Radu Boboc؛ زادهٔ ۲۴ آوریل ۱۹۹۹) بازیکن فوتبال اهل رومانی است.
از باشگاه‌هایی که در آن بازی کرده‌است می‌توان به باشگاه فوتبال ولونتر، باشگاه فوتبال استوا بخارست و باشگاه فوتبال ویتورول کنستانتسا اشاره کرد.
وی همچنین در تیم‌های ملی فوتبال زیر ۱۷ سال رومانی، زیر ۱۹ سال رومانی، زیر ۲۰ سال رومانی، زیر ۲۱ سال رومانی و زیر ۲۳ رومانی بازی کرده‌است.